# ميخائيل جي. هوغن
ميخائيل جي. هوغن هو سياسي أمريكي، ولد في 22 أبريل 1871 في نيويورك في الولايات المتحدة، وتوفي في 7 مايو 1940. نشط حزبياً في الحزب الجمهوري. وقد انتخب عضو مجلس النواب الأمريكي ‏.